# Károlyi Ádám
Károly Ádám (?-1661), főispán.

## Életrajza
Károlyi Mihály és Segnyey Borbála fia, Károlyi László bátyja volt.
1641-ben, III. Ferdinánd alatt Szatmár vármegye főispánja volt, de e tisztségétől I. Rákóczi György megfosztotta, és azt rosályi Kún Istvánnak adta.
1660. szeptember 1-jén rosályi Kún István halála után I. Lipót király ismét visszahelyezte a főispánságba, s egyben megerősítette e tisztségében; örökös főispánná nevezte ki. Károly Ádám ekkor már szatmári várkapitány, és tanácsnok is volt.
1661 márciusában halt meg, fiúörökösök nélkül.
Neje késmárki Thököly Mária volt.